# Schloss Berbisdorf (Niederschlesien)
Schloss Berbisdorf (polnisch Pałac w Dziwiszowie) liegt in Dziwiszów (deutsch Berbisdorf) in der Landgemeinde Jeżów Sudecki im Powiat Karkonoski der Woiwodschaft Niederschlesien in Polen. Das Schloss gehörte zum Niedergut des Ortes.

## Geschichte

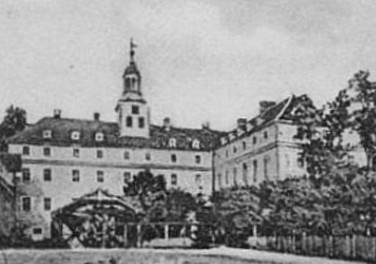
Schloss Berbisdorf

Der erstmals als „Berwisdorf“ belegte deutsch begründete Ort war lange in Ober- und Nieder Berbisdorf geteilt. Ursprung des Schlosses Nieder-Berbisdorf war eine Veste im Stil der Renaissance mit umgebendem Wassergraben. Über die Besitzverhältnisse ist wenig bekannt. Zusammen mit dem Obergut war 1738 der „Schleierherr“ (Leinenhändler) Christian Mentzel, der auch Herr auf Schloss Lomnitz war. Möglicherweise ließ er die Zweiflügelanlage erweitern. 1788 wurde der Bau in Auftrag der Christina Theorora Thomann klassizistisch erweitert. Ein großer Park mit altem Baumbestand und Wirtschaftsbauten aus dem 18./19. Jahrhundert grenzen das Schloss zum Dorf hin ab. In der ersten Hälfte des 19. Jahrhunderts waren die Kramsta Besitzer. Eine Instandsetzung des Schlosses vom Niedergut wurde 2008 begonnen, stagniert aber.

## Baubeschreibung
Die Hofanlage wird von Süden durch eine dem Schloss gegenüberliegende Einfahrt erreicht. Zu beiden Seiten stehen Scheunen. Das zweiflügelige Schloss überragt die Anlage. Der Hauptflügel mit barockem Dachreiter und der Wetterfahne von 1778 geht auf den Renaissancebau zurück, was Sgraffitoreste belegen. Auf diesen Bau folgt ein schlicht gestalteter Gebäudetrakt mit barocken Fensterrahmungen und klassizistischem Portalvorbau. Die Gartenseite hat einen dreiachsigen Risalit mit Gesims. Der Park ist heute verwildert.